# Viktor Emanuel 1. af Sardinien-Piemont
Viktor Emanuel 1. af Sardinien-Piemont (italiensk: Vittorio Emanuele I di Savoia) (født 24. juli 1759 på Kongeslottet i Torino, Piemonte, Italien, død 10. januar 1824 i Torino, Piemonte, dengang Kongeriget Sardinien, nu Italien) var konge af Sardinien fra 1802 til 1821. Han abdicerede til fordel for Karl Felix af Sardinien-Piemont, der var hans yngre bror.

## Forfædre
Viktor Emanuel 1. var det syvende barn og den næstældste søn af kong Viktor Amadeus 3. af Sardinien-Piemont og Maria Antonia af Spanien.
Han var barnebarn af kong Karl Emmanuel 3. af Sardinien-Piemont, kong Filip 5. af Spanien og Elisabeth Farnese samt oldesøn af Viktor Amadeus 2. af Sardinien-Piemont, Anne Marie af Bourbon-Orléans, kronprins Ludvig  af Frankrig (1661–1711) (Den Store Dauphin).
Viktor Emanuel 1. var også tipoldesøn af regerende hertug Karl Emanuel 2. af Savoyen, Philippe af Frankrig, Hertug af Orléans, Henriette af England, kong Ludvig 14. af Frankrig, Maria Theresia af Spanien (1638–1683), Ferdinand Maria, kurfurste af Bayern og kurfyrste Filip Vilhelm af Pfalz.

## Familie
Viktor Emanuel 1. var gift med Maria Theresa af Østrig-Este.
Hun var datter af Ferdinand af Østrig-Este (1754–1806) og sønnedatter af kejser Frans 1. Stefan og kejserinde Maria Theresia af Østrig.
Viktor Emanuel 1. og Maria Theresa fik seks børn:
- Maria Beatrice af Savoyen (1792-1840) som giftede sig med sin morbror Frans 4. af Østrig-Este, hertug af Modena og Reggio.
- Maria Adelaide Clotilde (1794-1802)
- Carlo Emanuele Vittorio (1796-1799)
- Maria Anna af Savoyen (1803-1884), tvilling, gift med kejser Ferdinand 1. af Østrig.
- Maria Teresa af Savoyen (1803–1879) (1803-1879), tvilling, gift med hertug Karl 2. af Parma.
- Maria Christina af Savoyen (1812-1836), gift med kong Ferdinand 2. af Begge Sicilier.

## Konge under Napoleonskrigene
Under Revolutionskrigene erobrede Frankrig Nice den 29. september 1792. Den samme skæbne fik Savoyen. I maj 1796 afstår Sardinien formelt Nice og Savoyen til Frankrig, og den franske hær får ret til fri passage gennem Kongeriget Sardinien.
I 1798 bliver Karl Emmanuel 4. af Sardinien-Piemont (Viktor Emanuel 1.'s storebror) tvunget til at afstå sine resterende territorier (Piemonte m.v.) på fastlandet. I 1798–1802 hørte teritorierne under skriftende franske lydstater. Derefter blev de indlemmede i selve Frankrig.
Fra 1798 til 1814 består staten Sardinien kun af Øen Sardinien.
I marts 1802 dør dronning Marie Clotilde, og i juni samme år afstår Karl Emmanuel 4. tronen til Viktor Emanuel 1. af Sardinien-Piemont, der er hans yngre bror.
Da Napoleonskrigene ebber ud i 1814, får Kongeriget Sardinien sine territorier på fastlandet tilbage, og i 1815 giver Wienerkongressen den tidligere republik Genova til Sardinien.
Viktor Emanuel 1. af Sardinien-Piemont's styre er reaktionært og upopulært. I forbindelse med en opstand i 1821 bliver han tvunget til at overlade tronen til Karl Felix af Sardinien-Piemont, der var hans yngre bror.  

## Jakobittisk tronprætendent
Efter at Karl Emmanuel 4. af Sardinien-Piemont i 1802 havde abdiceret til fordel for sine yngre brødre, forlod han for stedse Sardinien. I resten af sit liv boede han i Kirkestaten, hvor han levede dels i Rom og dels i den nærliggende by Frascati.
Karl Emmanuel 4. var overbevist katolik. I 1815 blev han novice hos jesuiterne.
Det sidste medlem af Huset Stuart var Henry Benedict Stuart (Henrik, titulær af hertug af York (1725–1807) ). Henrik af York var også kardinal i Romerskkatolske kirke. Henrik af York boede i Frascati. I sine år i Frascati besøgte Karl Emmanuel 4. ofte Henrik af York, der var hans slægtning. 
Henrik af York var søn af Jakob Edvard Stuart (The Old Pretender) og sønnesøn af Jakob 2. af England. Efter sin ældre brors død i 1788 blev Henrik af York jakobitternes tronprætendent, og kan antog navnet king Henry IX of England and Ireland, and I of Scotland.
Gennem deres tipoldemor Henriette Anne Stuart (søster til Jakob 2. af England (den sidste katolske konge på de britiske øer) og Karl 2. af England samt datter af Karl 1. af England) havde  Viktor Emanuel 1. af Sardinien-Piemont og hans søskende en fjern arveret til de britiske troner.
Efter Henrik af Yorks død i 1807 blev den katolske Karl Emmanuel 4. tronprætendent for den katolsk orienterede Jakobitter, der anså ham for at være king Charles IV of England and Ireland, and Charles IV of Scotland (eller Teàrlach IV Stiùbhairt). 
Efter Karl Emmanuel 4.'s død i 1819 blev hans yngre bror (Viktor Emanuel 1. af Sardinien-Piemont) Jakobitternes  tronprætendent under navnet Victor 1. af England, Irland og Skotland. 
Derefter blev den ældste af Viktor Emanuel 1.'s døtre tronprætendent under navnet Marie 2. (eller Mary) af England, Irland og Skotland. Nummeret er som efterfølger af Marie Stuart af Skotland og Maria den Blodige af England. Jakobitterne anerkender ikke Jakob 2. af England's datter Maria 2. af England og Skotland som legitim dronning . 